# 恵那市立藤小学校
恵那市立藤小学校（えなしりつ　ふじしょうがっこう）は、かつて岐阜県恵那市に存在した公立小学校。

## 概要
- 校区は武並町藤（旧・恵那郡武並村大字藤）などであった。1968年竹折小学校と統合し、武並小学校の新設により廃校。
- 跡地は2008年3月まで藤へき地保育園として使用された。2019年現在、民間の高齢者福祉施設となっている。

## 沿革
藤小学校は1947年に武並国民学校が分立して開設された小学校である。元は1919年に開設した武並尋常高等小学校第一分教場である。ここではそれ以前についても記述する。
- 1873年（明治6年） - 恵那郡藤村に啓倫義校が開校する。
- 1879年（明治12年） - 藤小学校に改称する。
- 1886年（明治19年） - 藤簡易科小学校に改称する。
- 1887年（明治20年） - 藤尋常小学校に改称する。
- 1897年（明治30年）4月1日 -竹折村と藤村が合併し、竹折村となる。
- 1902年（明治35年）5月24日 - 竹折村が武並村に改称する。
- 1904年（明治37年） - 藤尋常小学校と竹折尋常小学校が統合され、武並尋常高等小学校になる。
- 1919年（大正8年） - 武並村大字藤字洞に、武並尋常高等小学校第一分教場を設置する。
- 1941年（昭和16年）4月1日 - 武並国民学校第一分教場に改称する。
- 1947年（昭和22年）
  - 3月 - 学校教育法により中学校開設するにあたり、武並村は、武並国民学校の校舎を武並中学校の校舎にあて、武並国民学校の分教場（第一分教場・第二分教場）を用いて2つの小学校を開校することを決める。
  - 4月 - 武並国民学校第一分教場を用いて、武並村立藤小学校が開校する。校区は武並村大字藤。教室不足により児童全員を収納することができなかったため、一部の児童は武並中学校の校舎を仮校舎として授業を受けることとなる。
  - 7月17日 - 武並村議会にて、旧・武並国民学校校舎全てを武並中学校校舎とすることが決まる。藤小学校は校舎を増築し、武並中学校を仮校舎として授業をしている藤地区の児童を全て収容することとなる。
- 1948年（昭和23年）4月 - 校舎を増築。武並村大字藤の児童が全員藤小学校に移る。
- 1954年（昭和29年）4月1日 - 大井町、長島町、東野村、三郷村、武並村、笠置村、中野方村、飯地村と合併し、恵那市が発足。同時に恵那市立藤小学校に改称する。
- 1968年（昭和43年）3月 - 統合により廃校。武並小学校藤教室となる。
- 1969年（昭和44年） - 武並小学校の新校舎が完成。藤教室は廃止。